# Puerto de Génova
El Puerto de Génova (en italiano: Porto di Genova) es un importante puerto de Italia en el mar Mediterráneo ubicado en la ciudad de Génova. Con un volumen comercial de 51,6 millones de toneladas, es el puerto más activo de Italia por su tonelaje de carga. El puerto de Génova tiene una superficie de cerca de 700 hectáreas de terreno y 500 hectáreas en el agua, se extiende por más de 22 kilómetros a lo largo de la costa, con 47 kilómetros de vías marítimas y 30 kilómetros de muelles operativos.

## Huelgas
En mayo de 2019, sindicalistas italianos se negaron a cargar armas con destino a Arabia Saudí, entonces en guerra con Yemen, y anunciaron una huelga hasta que el barco abandonara el puerto.